# L'apetta Giulia e la signora Vita
L'apetta Giulia e la signora Vita è un film d'animazione del 2003 diretto da Paolo Modugno.
Pellicola italiana completamente realizzata in grafica 3D. I personaggi sono stati doppiati da celebri star italiane come Irene Grandi, Raf e Nino Manfredi. Il film è uscito in Italia il 19 settembre 2003.
I testi della colonna sonora di questo film musicale sono di Sarah F. Dietrich. Questo lungometraggio è considerato il primo film d'animazione italiano realizzato interamente in grafica 3D.
Il film è incentrato sul tema della "vita".
Costato 5 milioni di euro circa si è rivelato un flop in quanto ha incassato solamente 740.000 euro ma ebbe comunque un buon successo di critica.

## Trama
Una piccola ape operaia, nata come 333202122, ovvero il numero di serie che le fa da nome, si affaccia felice alla vita e saluta il mondo cantando. Ma l'apetta è un'ape operaia, destinata a vivere una vita breve, fatta di lavoro manuale, ripetitivo e stressante, in una fabbrica di miele. L'apetta non accetta di essere nata solo ed esclusivamente per svolgere questo faticoso e monotono compito; vorrebbe un destino diverso ed è per questo che si reca dalla sua mamma, l'ape regina, a rivendicare una vita migliore nella quale poter avere un nome come quello dei bambini, un nome scelto da lei: Giulia.
La madre, per convincerla ad adempiere al suo lavoro le promette la sera, dopo il lavoro, di raccontarle delle fiabe con protagonisti gli esseri umani. Con queste fiabe riesce a spiegare in modo semplice la nascita, la crescita, l'adolescenza, la vita degli adulti e infine la morte prendendo ad esempio due anime, che diventando bambini prenderanno i nomi di Sara e Simone. Le storie dei protagonisti sono arricchite da personaggi come i sorrisaraki, rappresentazione dell'anima delle cose, l'angelo matto e il cavallo Bobo, che aiuteranno i protagonisti a scoprire il mondo e a superare le paure legate alla crescita.
Al termine della storia della vita di Sara e Simone, l'ape, ormai divenuta anziana, viene finalmente riconosciuta dalla madre con il nome che desiderava, Giulia, morendo subito dopo. La sua anima raggiunge poi il Paradiso dove, assieme alle altre api, può finalmente godersi il meritato riposo.